# Otto Stammer
Otto Stammer (* 3. Oktober 1900 in Leipzig; † 12. September 1978 in Berlin) war ein deutscher Soziologe und Politikwissenschaftler. Er war von 1951 bis zu seiner Emeritierung 1965 Professor an der Freien Universität Berlin, an der er das Institut für Soziologie mitaufbaute.

## Leben
Otto Stammer wuchs als Sohn eines Gastwirts in einem sozialdemokratischen Milieu in Leipzig auf. Bereits als Schüler der Städtischen Oberrealschule trat er 1919 der SPD bei. Nach dem Militärdienst legte er 1920 das Abitur ab. An den Universitäten Leipzig und Berlin studierte er Öffentliches Recht, Volkswirtschaftslehre, Geschichte, Soziologie, Philosophie, Pädagogik und Zeitungskunde (u. a. bei Karl Bücher, Hans Driesch, Hermann Heller, Theodor Litt und Eduard Spranger). Er promovierte 1924 in Leipzig mit einer Dissertation Der Staat bei Karl Marx und Friedrich Engels zum Dr. rer. pol. Während seines Studiums engagierte sich Stammer in der Sozialistischen Studentenschaft, von 1922 bis 1925 war er deren Vorsitzender.
Dann zog er nach Graz, wo er als Journalist bei der sozialdemokratischen Tageszeitung Arbeiterwille und als Erwachsenenpädagoge im steirischen Arbeiterbildungswesen tätig war. Stammer übernahm 1929 eine Dozentur an der Heimvolkshochschule in Harrisleefeld (Schleswig), lehrte dann an der Arbeiterwirtschaftsschule Peterswaldau in Schlesien und übernahm 1932 das Bildungssekretariat des SPD-Bezirks Mittelschlesien. Nach der Machtübernahme der Nationalsozialisten 1933 wurde er aus politischen Gründen vorübergehend inhaftiert und kehrte nach Leipzig zurück, wo er bis 1937 als Arbeitsloser lebte bzw. Aushilfskellner in der Gaststätte seines Vaters arbeitete. Von 1937 bis 1948 war er Betriebsleiter in der pharmazeutischen Industrie. 1948–1949 arbeitete Stammer als Redakteur für Sozialwissenschaften beim Bibliographischen Institut und Dozent für Volkswirtschaftslehre und Staatstheorie an der Meisterschule für das graphische Gewerbe in Leipzig.
Er habilitierte sich 1949 für Soziologie an der Freien Universität Berlin. Dort wurde er 1951 außerordentlicher und 1955 ordentlicher Professor für Soziologie und Politische Wissenschaft und Mitbegründer des Institutes für Soziologie. Parallel lehrte er an der von Otto Suhr wiedergegründeten Deutschen Hochschule für Politik. 1954 erhielt er eine Gastprofessur an der Columbia University in New York. Als seinerzeit führender deutscher Vertreter der Politischen Soziologie wurde er 1965 emeritiert.
Von 1959 bis 1963 war Otto Stammer Vorsitzender der Deutschen Gesellschaft für Soziologie. Zusammen mit Fritz Bauer, Willi Eichler und Erich Potthoff gab er die Zeitschrift Die Neue Gesellschaft heraus.
Es gibt eine Arbeitsstelle für Empirische Politische Soziologie (Otto-Stammer-Zentrum) am Otto-Suhr-Institut der Freien Universität Berlin.

## Ehrung
1975: Ernst-Reuter-Plakette des Landes Berlin

## Werke (Auswahl)
- mit Karl Christian Thalheim (Hrsg.): Festgabe für Friedrich Bülow zum 70. Geburtstag. Duncker & Humblot, Berlin 1960.
- Politische Soziologie und Demokratieforschung. Ausgewählte Reden und Aufsätze zur Soziologie und Politik, Duncker & Humblot, Berlin 1965.
- (Hrsg.): Max Weber und die Soziologie heute. Verhandlungen des 15. Deutschen Soziologentages, Mohr Siebeck, Tübingen 1965.
- mit Martin Drath (Hrsg.): Hermann Heller. Gesammelte Schriften, 3 Bde., Sijthoff, Leiden 1971.
- mit Peter Weingart: Politische Soziologie (= Grundfragen der Soziologie, Bd. 14). Juventa, München 1972.
- Aspekte der Totalitarismusforschung. In: Bruno Seidel (Hrsg.): Wege der Totalitarismus-Forschung. 3. Aufl. Wissenschaftliche Buchgesellschaft, Darmstadt 1974, S. 414–437.